# Sômatophylaques
Les sômatophylaques (en grec ancien σωματοφύλακες / sômatophylakes), littéralement « gardes du corps », constituent la garde rapprochée du roi de Macédoine, au moins depuis le règne de Philippe II. Ils ne doivent pas être confondus avec l'agéma (garde royale) des Compagnons ou avec l'agéma des hypaspistes.

## Sômatophylaques d'Alexandre le Grand
Les sômatophylaques sont issus du corps des pages royaux choisis parmi la haute noblesse de Macédoine et d'Épire. Ils sont membres de fait du Conseil royal et peuvent parfois être placés à la tête d'une division de l'armée macédonienne. Ils peuvent donc être considérés comme le groupe de personnes le plus important du système de gouvernement macédonien, car ils occupent à la fois les postes les plus élevés dans l'armée en plus des tâches administratives.
Sous le règne d'Alexandre le Grand, période pendant laquelle cette institution est la mieux connue, leur nombre est fixé à sept. Il est possible de reconstituer leur composition :
- 336-334 av. J.-C. : Arybbas, Ptolémée, Lysimaque, Aristonous, Balacros, Démétrios, Peithon.
- 333 : Arybbas, Héphaestion, Lysimaque, Aristonous, Balacros, Démétrios, Peithon.
- 332 : Arybbas, Héphaestion, Lysimaque, Aristonous, Ménès, Démétrios, Peithon.
- 331 : Léonnatos, Héphaestion, Lysimaque, Aristonous, Ménès, Démétrios, Peithon.
- 330-329 : Perdiccas, Léonnatos, Héphaestion, Lysimaque, Aristonous, Démétrios, Peithon.
- 328-327 : Ptolémée, Perdiccas, Léonnatos, Héphaestion, Lysimaque, Aristonous, Peithon.
- 326-324 : Ptolémée, Perdiccas, Léonnatos, Héphaestion, Lysimaque, Aristonous, Peithon, Peucestas (exceptionnellement, il est le huitième sômatophylaque)
- 323 : Ptolémée, Perdiccas, Léonnatos, Lysimaque, Aristonous, Peithon, Peucestas

## Sômatophylaques de Philippe III et Alexandre IV
Après la mort d'Alexandre en 323 av. J.-C., les sômatophylaques reçoivent de hauts commandements ou des satrapies. Aucune mesure prise lors accords de Babylone affectant la protection personnelle des rois Philippe III et Alexandre IV n'est connue. On peut supposer qu'Aristonous est le seul des sept gardes du corps d'Alexandre à rester à la garde des nouveaux rois, puisqu'il ne reçoit pas de fonction ou de province et qu'il s'est montré loyal envers les Argéades durant la guerre des Diadoques. Par les accords de Triparadisos (321-320), quatre gardes du corps sont attribués à Philippe III. Il s'agit de : Alexandre (fils de Polyperchon), Autodicos, Ptolémée et Amyntas.
Les sômatophylaques d'Alexandre IV désignés lors du conseil de Triparadisos ne sont pas connus. Mais une inscription fragmentaire d'Athènes, qui a été faite entre 307 et 301, mentionne deux gardes du corps d'« un roi Alexandre », soutien d'Antigone le Borgne et de Démétrios Poliorcète : Philippe et Jolaos.